# Monsour del Rosario
Monsour del Rosario (ur. 11 maja 1965 r. w Manili) – filipiński zawodnik taekwondo (wielokrotny mistrz kraju w wadze lekkiej) i gwiazdor filmów akcji.

## Filmografia (wybór)
- Krwawa pięść 2050 (Bloodfist 2050, 2005) jako Wielki Ahmed Kahn
- When Eagles Strike (2003) jako Ahmed
- Operation Balikatan (2003) jako Ahmed
- Krwawa pięść II (Bloodfist II, 1990) jako Tobo Castenerra